# Campionatul Mondial de Fotbal Under-17 2011
Campionatul Mondial de Fotbal sub 17 s-a desfășurat în anul 2011 în Mexic.

## Stadioane
| Stadioane                                                     | Stadioane                                             | Stadioane                                             | Stadioane                                                 | Stadioane                                                 | Stadioane                                                 | Stadioane                                                 | Stadioane                                                 | Stadioane                                                 | Stadioane                                                 | Stadioane                                                 | Stadioane                                                 |
| Ciudad de México                                              | Ciudad de México                                      | Ciudad de México                                      | Zapopan (Guadalajara)                                     | Zapopan (Guadalajara)                                     | Zapopan (Guadalajara)                                     | San Nicolás de los Garza (Monterrey)                      | San Nicolás de los Garza (Monterrey)                      | San Nicolás de los Garza (Monterrey)                      | Morelia                                                   | Morelia                                                   | Morelia                                                   |
| ------------------------------------------------------------- | ----------------------------------------------------- | ----------------------------------------------------- | --------------------------------------------------------- | --------------------------------------------------------- | --------------------------------------------------------- | --------------------------------------------------------- | --------------------------------------------------------- | --------------------------------------------------------- | --------------------------------------------------------- | --------------------------------------------------------- | --------------------------------------------------------- |
| Estadio Azteca                                                | Estadio Azteca                                        | Estadio Azteca                                        | Estadio Omnilife (Estadio Guadalajara)                    | Estadio Omnilife (Estadio Guadalajara)                    | Estadio Omnilife (Estadio Guadalajara)                    | Estadio Universitario                                     | Estadio Universitario                                     | Estadio Universitario                                     | Estadio Morelos                                           | Estadio Morelos                                           | Estadio Morelos                                           |
| 19°18′10.8″N 99°09′01.59″V / 19.303000°N 99.1504417°V         | 19°18′10.8″N 99°09′01.59″V / 19.303000°N 99.1504417°V | 19°18′10.8″N 99°09′01.59″V / 19.303000°N 99.1504417°V | 20°40′54.00″N 103°27′46.00″V / 20.6816667°N 103.4627778°V | 20°40′54.00″N 103°27′46.00″V / 20.6816667°N 103.4627778°V | 20°40′54.00″N 103°27′46.00″V / 20.6816667°N 103.4627778°V | 25°43′22.10″N 100°18′43.40″V / 25.7228056°N 100.3120556°V | 25°43′22.10″N 100°18′43.40″V / 25.7228056°N 100.3120556°V | 25°43′22.10″N 100°18′43.40″V / 25.7228056°N 100.3120556°V | 19°43′07.47″N 101°14′01.04″V / 19.7187417°N 101.2336222°V | 19°43′07.47″N 101°14′01.04″V / 19.7187417°N 101.2336222°V | 19°43′07.47″N 101°14′01.04″V / 19.7187417°N 101.2336222°V |
| Capacitate: 105,000                                           | Capacitate: 105,000                                   | Capacitate: 105,000                                   | Capacitate: 49,850                                        | Capacitate: 49,850                                        | Capacitate: 49,850                                        | Capacitate: 42,000                                        | Capacitate: 42,000                                        | Capacitate: 42,000                                        | Capacitate: 35,000                                        | Capacitate: 35,000                                        | Capacitate: 35,000                                        |
|                                                               |                                                       |                                                       |                                                           |                                                           |                                                           |                                                           |                                                           |                                                           |                                                           |                                                           |                                                           |
| Mexico CityGuadalajaraMonterreyQuerétaroMoreliaPachucaTorreón |                                                       |                                                       |                                                           |                                                           |                                                           |                                                           |                                                           |                                                           |                                                           |                                                           |                                                           |
| Querétaro                                                     | Querétaro                                             | Querétaro                                             | Querétaro                                                 | Pachuca                                                   | Pachuca                                                   | Pachuca                                                   | Pachuca                                                   | Torreón                                                   | Torreón                                                   | Torreón                                                   | Torreón                                                   |
| Estadio Corregidora                                           | Estadio Corregidora                                   | Estadio Corregidora                                   | Estadio Corregidora                                       | Estadio Hidalgo                                           | Estadio Hidalgo                                           | Estadio Hidalgo                                           | Estadio Hidalgo                                           | Estadio Corona (Estadio Torreón)                          | Estadio Corona (Estadio Torreón)                          | Estadio Corona (Estadio Torreón)                          | Estadio Corona (Estadio Torreón)                          |
| 20°34′39.6″N 100°21′58.9″V / 20.577667°N 100.366361°V         | 20°34′39.6″N 100°21′58.9″V / 20.577667°N 100.366361°V | 20°34′39.6″N 100°21′58.9″V / 20.577667°N 100.366361°V | 20°34′39.6″N 100°21′58.9″V / 20.577667°N 100.366361°V     | 20°06′18.52″N 98°45′22.01″V / 20.1051444°N 98.7561139°V   | 20°06′18.52″N 98°45′22.01″V / 20.1051444°N 98.7561139°V   | 20°06′18.52″N 98°45′22.01″V / 20.1051444°N 98.7561139°V   | 20°06′18.52″N 98°45′22.01″V / 20.1051444°N 98.7561139°V   | 25°33′18″N 103°24′11″V / 25.55500°N 103.40306°V           | 25°33′18″N 103°24′11″V / 25.55500°N 103.40306°V           | 25°33′18″N 103°24′11″V / 25.55500°N 103.40306°V           | 25°33′18″N 103°24′11″V / 25.55500°N 103.40306°V           |
| Capacitate: 33,277                                            | Capacitate: 33,277                                    | Capacitate: 33,277                                    | Capacitate: 33,277                                        | Capacitate: 30,000                                        | Capacitate: 30,000                                        | Capacitate: 30,000                                        | Capacitate: 30,000                                        | Capacitate: 30,000                                        | Capacitate: 30,000                                        | Capacitate: 30,000                                        | Capacitate: 30,000                                        |
|                                                               |                                                       |                                                       |                                                           |                                                           |                                                           |                                                           |                                                           |                                                           |                                                           |                                                           |                                                           |

## Faza grupelor
| Urna A                                                             | Urna B                                                                       | Urna C                                                                | Urna D                                                           |
| ------------------------------------------------------------------ | ---------------------------------------------------------------------------- | --------------------------------------------------------------------- | ---------------------------------------------------------------- |
| Mexic · Germania · Anglia · Brazilia · Argentina · Statele Unite · | Congo · Burkina Faso · Coasta de Fildeș · Rwanda · Jamaica · Noua Zeelandă · | Canada · Panama · Japonia · Coreea de Nord · Australia · Uzbekistan · | Danemarca · Țările de Jos · Franța · Cehia · Uruguay · Ecuador · |

Toate orele sunt în fusul orar (UTC−05:00).

### Grupa A

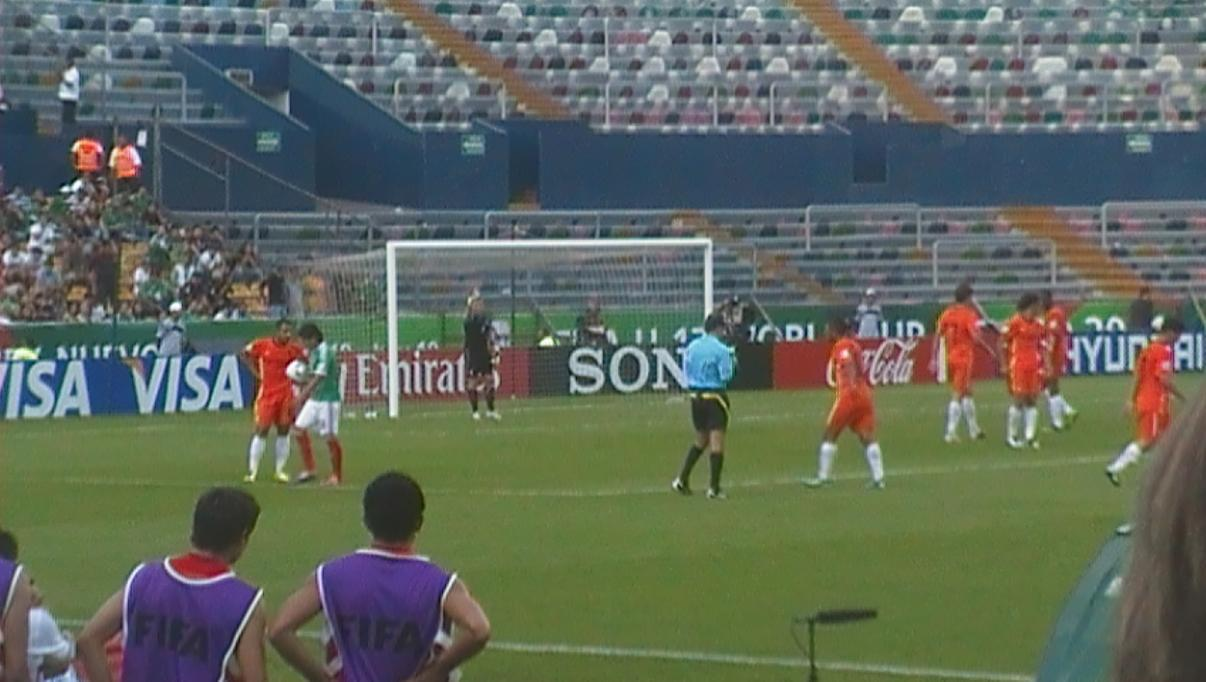
Free Kick on the Mexico - Netherlands match

| Echipa         | MJ | V | E | Î | GM | GP | GD | Pct |
| -------------- | -- | - | - | - | -- | -- | -- | --- |
| Mexic          | 3  | 3 | 0 | 0 | 8  | 4  | +4 | 9   |
| Congo          | 3  | 1 | 1 | 1 | 3  | 3  | 0  | 4   |
| Coreea de Nord | 3  | 0 | 2 | 1 | 3  | 5  | −2 | 2   |
| Țările de Jos  | 3  | 0 | 1 | 2 | 3  | 5  | −2 | 1   |

| Mexic                                             | 3 – 1  | Coreea de Nord |
| ------------------------------------------------- | ------ | -------------- |
| Fierro 37' Jong Kwang-Sok 68' (o.g.) Casillas 86' | Raport | Jo Kwang 3'    |

| Congo       | 1 – 0  | Țările de Jos |
| ----------- | ------ | ------------- |
| Kounkou 53' | Raport |               |

| Coreea de Nord    | 1 – 1  | Țările de Jos   |
| ----------------- | ------ | --------------- |
| Kang Nam-Gwon 48' | Raport | Gravenberch 75' |

| Mexic                     | 2 – 1  | Congo     |
| ------------------------- | ------ | --------- |
| Espericueta 40' Gómez 85' | Raport | Epako 73' |

| Coreea de Nord   | 1 – 1  | Congo        |
| ---------------- | ------ | ------------ |
| Ju Jong-Chol 14' | Raport | Nkounkou 75' |

| Mexic                                  | 3 – 2  | Țările de Jos            |
| -------------------------------------- | ------ | ------------------------ |
| Casillas 29' Fierro 43' González 90+4' | Raport | Memphis 47' Ebecilio 63' |

### Grupa B
| Echipa    | MJ | V | E | Î | GM | GP | GD | Pct |
| --------- | -- | - | - | - | -- | -- | -- | --- |
| Japonia   | 3  | 2 | 1 | 0 | 5  | 2  | +3 | 7   |
| Franța    | 3  | 1 | 2 | 0 | 5  | 2  | +3 | 5   |
| Argentina | 3  | 1 | 0 | 2 | 3  | 7  | −4 | 3   |
| Jamaica   | 3  | 0 | 1 | 2 | 2  | 4  | −2 | 1   |

| Franța                     | 3 – 0  | Argentina |
| -------------------------- | ------ | --------- |
| Benzia 35', 45' Haller 38' | Raport |           |

| Japonia       | 1 – 0  | Jamaica |
| ------------- | ------ | ------- |
| Matsumoto 61' | Raport |         |

| Japonia           | 1 – 1  | Franța      |
| ----------------- | ------ | ----------- |
| Ishige 49' (pen.) | Raport | Yaisien 24' |

| Jamaica    | 1 – 2  | Argentina          |
| ---------- | ------ | ------------------ |
| Barnes 89' | Raport | Silva 23' Pugh 63' |

| Japonia                      | 3 – 1  | Argentina    |
| ---------------------------- | ------ | ------------ |
| Takagi 4' Ueda 20' Akino 74' | Raport | Ferreira 87' |

| Jamaica  | 1 – 1  | Franța     |
| -------- | ------ | ---------- |
| Lewis 9' | Raport | Benzia 58' |

### Grupa C
| Echipa  | MJ | V | E | Î | GM | GP | GD | Pct |
| ------- | -- | - | - | - | -- | -- | -- | --- |
| Anglia  | 3  | 2 | 1 | 0 | 6  | 2  | +4 | 7   |
| Uruguay | 3  | 2 | 0 | 1 | 4  | 2  | +2 | 6   |
| Canada  | 3  | 0 | 2 | 1 | 2  | 5  | −3 | 2   |
| Rwanda  | 3  | 0 | 1 | 2 | 0  | 3  | −3 | 1   |

| Rwanda | 0 – 2  | Anglia                |
| ------ | ------ | --------------------- |
|        | Raport | Hope 68' Sterling 86' |

| Uruguay                                    | 3 – 0  | Canada |
| ------------------------------------------ | ------ | ------ |
| Mascia 52' Méndez 85' (pen.) Álvarez 90+3' | Raport |        |

| Uruguay    | 1 – 0  | Rwanda |
| ---------- | ------ | ------ |
| Pais 90+5' | Raport |        |

| Canada                 | 2 – 2  | Anglia                 |
| ---------------------- | ------ | ---------------------- |
| Jalali 50' Roberts 87' | Raport | Morgan 46' Turgott 77' |

- Roberts' goal for Canada marked the first time a goalkeeper had scored in any FIFA finals tournament.[3]

| Uruguay | 0 – 2  | Anglia                   |
| ------- | ------ | ------------------------ |
|         | Raport | Chalobah 45' Clayton 58' |

| Canada | 0 – 0  | Rwanda |
| ------ | ------ | ------ |
|        | Raport |        |

### Grupa D
| Echipa        | MJ | V | E | Î | GM | GP | GD | Pct |
| ------------- | -- | - | - | - | -- | -- | -- | --- |
| Uzbekistan    | 3  | 2 | 0 | 1 | 5  | 6  | −1 | 6   |
| Statele Unite | 3  | 1 | 1 | 1 | 4  | 2  | +2 | 4   |
| Noua Zeelandă | 3  | 1 | 1 | 1 | 4  | 2  | +2 | 4   |
| Cehia         | 3  | 1 | 0 | 2 | 2  | 5  | −3 | 3   |

Drawing of lots was used to determine the final positions of the United States and New Zealand, as the two teams finished level on points, goal difference, goals scored, and head-to-head record.
| Uzbekistan      | 1 – 4  | Noua Zeelandă                     |
| --------------- | ------ | --------------------------------- |
| T. Khakimov 39' | Raport | Carmichael 10', 36', 53' Vale 87' |

| Statele Unite ale Americii           | 3 – 0  | Cehia |
| ------------------------------------ | ------ | ----- |
| Guido 5' E. Rodriguez 52' Koroma 89' | Raport |       |

| Statele Unite ale Americii | 1 – 2  | Uzbekistan                          |
| -------------------------- | ------ | ----------------------------------- |
| Koroma 47'                 | Raport | Davlatov 13' Makhstaliev 54' (pen.) |

| Cehia     | 1 – 0  | Noua Zeelandă |
| --------- | ------ | ------------- |
| Juliš 28' | Raport |               |

| Statele Unite ale Americii | 0 – 0  | Noua Zeelandă |
| -------------------------- | ------ | ------------- |
|                            | Raport |               |

| Cehia            | 1 – 2  | Uzbekistan                      |
| ---------------- | ------ | ------------------------------- |
| Juliš 23' (pen.) | Raport | T. Khakimov 44' Makhstaliev 73' |

### Grupa E
| Echipa       | MJ | V | E | Î | GM | GP | GD  | Pct |
| ------------ | -- | - | - | - | -- | -- | --- | --- |
| Germania     | 3  | 3 | 0 | 0 | 11 | 1  | +10 | 9   |
| Ecuador      | 3  | 2 | 0 | 1 | 5  | 7  | –2  | 6   |
| Panama       | 3  | 1 | 0 | 2 | 2  | 4  | −2  | 3   |
| Burkina Faso | 3  | 0 | 0 | 3 | 0  | 6  | −6  | 0   |

| Germania                                                    | 6 – 1  | Ecuador    |
| ----------------------------------------------------------- | ------ | ---------- |
| Yeșil 31', 69' Röcker 54' Ayçiçek 61' Ducksch 85' Aydın 90' | Raport | Gruezo 51' |

| Burkina Faso | 0 – 1  | Panama      |
| ------------ | ------ | ----------- |
|              | Raport | Aguilar 22' |

| Burkina Faso | 0 – 3  | Germania                                |
| ------------ | ------ | --------------------------------------- |
|              | Raport | Günter 4' Ayçiçek 26' (pen.) Weiser 64' |

| Panama      | 1 – 2  | Ecuador                |
| ----------- | ------ | ---------------------- |
| Aguilar 33' | Raport | Jaime 61' Cevallos 82' |

| Burkina Faso | 0 – 2  | Ecuador                  |
| ------------ | ------ | ------------------------ |
|              | Raport | Cevallos 74' Mercado 76' |

| Panama | 0 – 2  | Germania             |
| ------ | ------ | -------------------- |
|        | Raport | Aydın 10' Weiser 39' |

### Grupa F
| Echipa           | MJ | V | E | Î | GM | GP | GD | Pct |
| ---------------- | -- | - | - | - | -- | -- | -- | --- |
| Brazilia         | 3  | 2 | 1 | 0 | 7  | 3  | +4 | 7   |
| Coasta de Fildeș | 3  | 1 | 1 | 1 | 8  | 7  | +1 | 4   |
| Australia        | 3  | 1 | 1 | 1 | 3  | 3  | 0  | 4   |
| Danemarca        | 3  | 0 | 1 | 2 | 3  | 8  | −5 | 1   |

| Brazilia                       | 3 – 0  | Danemarca |
| ------------------------------ | ------ | --------- |
| Ademilson 32', 78' Wallace 57' | Raport |           |

| Australia                   | 2 – 1  | Coasta de Fildeș |
| --------------------------- | ------ | ---------------- |
| Makarounas 51' Tombides 77' | Raport | S. Coulibaly 18' |

| Australia | 0 – 1  | Brazilia   |
| --------- | ------ | ---------- |
|           | Raport | Adryan 76' |

| Coasta de Fildeș                       | 4 – 2  | Danemarca             |
| -------------------------------------- | ------ | --------------------- |
| S. Coulibaly 23', 37', 41' (pen.), 69' | Raport | Zohore 9' Fischer 32' |

| Coasta de Fildeș           | 3 – 3  | Brazilia                                   |
| -------------------------- | ------ | ------------------------------------------ |
| S. Coulibaly 11', 33', 58' | Raport | Lucas Piazón 8' Ademilson 14' Adryan 90+3' |

| Australia     | 1 – 1  | Danemarca    |
| ------------- | ------ | ------------ |
| Remington 89' | Raport | Sørensen 35' |

- The game was originally played on 26 iunie 2011 (kickoff 18:00), but was suspended after 25 minutes due to heavy downpour and lightning (with Denmark leading 1–0 on an 11th-minute goal by Viktor Fischer). Following an hour and a half delay in which the conditions did not improve, the Organising Committee for the FIFA U-17 World Cup decided to abandon the match and replay it in its entirety (starting from 0–0) the next day, 27 iunie 2011 (kickoff 10:00), at the same venue, Estadio Corregidora in Querétaro.[5]

### Clasarea echipelor de pe locul trei
| Grupa | Echipa         | MJ | V | E | Î | GM | GP | GD | Pct |
| ----- | -------------- | -- | - | - | - | -- | -- | -- | --- |
| D     | Noua Zeelandă  | 3  | 1 | 1 | 1 | 4  | 2  | +2 | 4   |
| F     | Australia      | 3  | 1 | 1 | 1 | 3  | 3  | 0  | 4   |
| E     | Panama         | 3  | 1 | 0 | 2 | 2  | 4  | −2 | 3   |
| B     | Argentina      | 3  | 1 | 0 | 2 | 3  | 7  | −4 | 3   |
| A     | Coreea de Nord | 3  | 0 | 2 | 1 | 3  | 5  | −2 | 2   |
| C     | Canada         | 3  | 0 | 2 | 1 | 2  | 5  | −3 | 2   |

## Faza eliminatorie
In a rule to avoid potential "player burnout", all games in the knockout stage proceeded straight to penalties if tied after normal time, thus avoiding the need for 30 minutes of extra time.
|  | Optimi                      | Optimi                   |                             |       | Sferturi de finală | Sferturi de finală |                             |                             | Semifinale | Semifinale |  |  | Finala | Finala |
|  |                             |                          |                             |       |                    |                    |                             |                             |            |            |  |  |        |        |
|  | 29 iunie 2011 – Morelia     |                          |                             |       |                    |                    |                             |                             |            |            |  |  |        |        |
|  |                             |                          |                             |       |                    |                    |                             |                             |            |            |  |  |        |        |
|  | Congo                       | 1                        |                             |       |                    |                    |                             |                             |            |            |  |  |        |        |
|  | Congo                       | 1                        | 3 iulie 2011 – Monterrey    |       |                    |                    |                             |                             |            |            |  |  |        |        |
|  | Uruguay                     | 2                        |                             |       |                    |                    |                             |                             |            |            |  |  |        |        |
|  | Uruguay                     | 2                        | Uruguay                     | 2     |                    |                    |                             |                             |            |            |  |  |        |        |
|  | 29 iunie 2011 – Torreón     |                          | Uruguay                     | 2     |                    |                    |                             |                             |            |            |  |  |        |        |
|  |                             | Uzbekistan               | 0                           |       |                    |                    |                             |                             |            |            |  |  |        |        |
|  | Uzbekistan                  | Uzbekistan               | 0                           | 4     |                    |                    |                             |                             |            |            |  |  |        |        |
|  | Uzbekistan                  |                          | 7 iulie 2011 – Guadalajara  | 4     |                    |                    |                             |                             |            |            |  |  |        |        |
|  | Australia                   | 0                        |                             |       |                    |                    |                             |                             |            |            |  |  |        |        |
|  | Australia                   | 0                        | Uruguay                     | 3     |                    |                    |                             |                             |            |            |  |  |        |        |
|  | 29 iunie 2011 – Monterrey   |                          | Uruguay                     | 3     |                    |                    |                             |                             |            |            |  |  |        |        |
|  |                             | Brazilia                 | 0                           |       |                    |                    |                             |                             |            |            |  |  |        |        |
|  | Japonia                     | Brazilia                 | 0                           | 6     |                    |                    |                             |                             |            |            |  |  |        |        |
|  | Japonia                     | 3 iulie 2011 – Querétaro |                             | 6     |                    |                    |                             |                             |            |            |  |  |        |        |
|  | Noua Zeelandă               | 0                        |                             |       |                    |                    |                             |                             |            |            |  |  |        |        |
|  | Noua Zeelandă               | 0                        | Japonia                     | 2     |                    |                    |                             |                             |            |            |  |  |        |        |
|  | 29 iunie 2011 – Guadalajara |                          | Japonia                     | 2     |                    |                    |                             |                             |            |            |  |  |        |        |
|  |                             | Brazilia                 | 3                           |       |                    |                    |                             |                             |            |            |  |  |        |        |
|  | Brazilia                    | Brazilia                 | 3                           | 2     |                    |                    |                             |                             |            |            |  |  |        |        |
|  | Brazilia                    |                          | 10 iulie 2011 – Mexico City | 2     |                    |                    |                             |                             |            |            |  |  |        |        |
|  | Ecuador                     | 0                        |                             |       |                    |                    |                             |                             |            |            |  |  |        |        |
|  | Ecuador                     | 0                        | Uruguay                     | 0     |                    |                    |                             |                             |            |            |  |  |        |        |
|  | 30 iunie 2011 – Querétaro   |                          | Uruguay                     | 0     |                    |                    |                             |                             |            |            |  |  |        |        |
|  |                             | Mexic                    | 2                           |       |                    |                    |                             |                             |            |            |  |  |        |        |
|  | Germania                    | Mexic                    | 2                           | 4     |                    |                    |                             |                             |            |            |  |  |        |        |
|  | Germania                    | 4 iulie 2011 – Morelia   |                             | 4     |                    |                    |                             |                             |            |            |  |  |        |        |
|  | Statele Unite               | 0                        |                             |       |                    |                    |                             |                             |            |            |  |  |        |        |
|  | Statele Unite               | 0                        | Germania                    | 3     |                    |                    |                             |                             |            |            |  |  |        |        |
|  | 30 iunie 2011 – Pachuca     |                          | Germania                    | 3     |                    |                    |                             |                             |            |            |  |  |        |        |
|  |                             | Anglia                   | 2                           |       |                    |                    |                             |                             |            |            |  |  |        |        |
|  | Anglia (pen.)               | Anglia                   | 2                           | 1 (4) |                    |                    |                             |                             |            |            |  |  |        |        |
|  | Anglia (pen.)               |                          | 7 iulie 2011 – Torreón      | 1 (4) |                    |                    |                             |                             |            |            |  |  |        |        |
|  | Argentina                   | 1 (2)                    |                             |       |                    |                    |                             |                             |            |            |  |  |        |        |
|  | Argentina                   | 1 (2)                    | Germania                    | 2     |                    |                    |                             |                             |            |            |  |  |        |        |
|  | 30 iunie 2011 – Querétaro   |                          | Germania                    | 2     |                    |                    |                             |                             |            |            |  |  |        |        |
|  |                             | Mexic                    | 3                           |       | Finala mică        | Finala mică        |                             |                             |            |            |  |  |        |        |
|  | Franța                      | Mexic                    | 3                           | 3     | Finala mică        | Finala mică        |                             |                             |            |            |  |  |        |        |
|  | Franța                      | 4 iulie 2011 – Pachuca   | 4 iulie 2011 – Pachuca      | 3     |                    |                    | 10 iulie 2011 – Mexico City | 10 iulie 2011 – Mexico City |            |            |  |  |        |        |
|  | Coasta de Fildeș            | 4 iulie 2011 – Pachuca   | 4 iulie 2011 – Pachuca      | 2     |                    |                    | 10 iulie 2011 – Mexico City | 10 iulie 2011 – Mexico City |            |            |  |  |        |        |
|  | Coasta de Fildeș            | Franța                   | 1                           | 2     | Brazilia           | 3                  |                             |                             |            |            |  |  |        |        |
|  | 30 iunie 2011 – Pachuca     | Franța                   | 1                           |       | Brazilia           | 3                  |                             |                             |            |            |  |  |        |        |
|  |                             | Mexic                    | 2                           |       | Germania           | 4                  |                             |                             |            |            |  |  |        |        |
|  | Mexic                       | Mexic                    | 2                           | 2     | Germania           | 4                  |                             |                             |            |            |  |  |        |        |
|  | Mexic                       |                          |                             | 2     |                    |                    |                             |                             |            |            |  |  |        |        |
|  | Panama                      | 0                        |                             |       |                    |                    |                             |                             |            |            |  |  |        |        |
|  | Panama                      | 0                        |                             |       |                    |                    |                             |                             |            |            |  |  |        |        |

### Optimi de finală
| Uzbekistan                                                      | 4 – 0  | Australia |
| --------------------------------------------------------------- | ------ | --------- |
| Makhstaliev 11' T. Khakimov 40' Chapman 66' (o.g.) Yarbekov 89' | Raport |           |

| Brazilia              | 2 – 0  | Ecuador |
| --------------------- | ------ | ------- |
| Ademilson 16' Léo 87' | Raport |         |

| Congo        | 1 – 2  | Uruguay               |
| ------------ | ------ | --------------------- |
| Binguila 53' | Raport | Moreira 65' Silva 86' |

| Japonia                                                          | 6 – 0  | Noua Zeelandă |
| ---------------------------------------------------------------- | ------ | ------------- |
| Ishige 20', 22' Hayakawa 32', 80' Colvey 42' (o.g.) Minamino 56' | Raport |               |

| Germania                                    | 4 – 0  | Statele Unite |
| ------------------------------------------- | ------ | ------------- |
| Günter 20' Weiser 40' Yeșil 43' Ducksch 50' | Raport |               |

| Anglia                                               | 1 – 1 (d.p.) | Argentina                          |
| ---------------------------------------------------- | ------------ | ---------------------------------- |
| Sterling 40'                                         | Raport       | Padilla 12'                        |
| Magri · Morgan · Clayton · Forster-Caskey · Chalobah | 4 – 2        | Ocampos · Pugh · Iñíguez · Allione |

| Franța                            | 3 – 2  | Coasta de Fildeș                 |
| --------------------------------- | ------ | -------------------------------- |
| Benzia 37' (pen.), 74' Nangis 65' | Raport | S. Coulibaly 3' Diarrassouba 25' |

| Mexic               | 2 – 0  | Panama |
| ------------------- | ------ | ------ |
| Fierro 2' Bueno 89' | Raport |        |

### Sferturi de finală
| Uruguay                   | 2 – 0  | Uzbekistan |
| ------------------------- | ------ | ---------- |
| Charamoni 29' Aguirre 64' | Raport |            |

| Japonia                   | 2 – 3  | Brazilia                         |
| ------------------------- | ------ | -------------------------------- |
| Nakajima 77' Hayakawa 88' | Raport | Léo 16' Ademilson 48' Adryan 60' |

| Germania                | 3 – 2  | Anglia                    |
| ----------------------- | ------ | ------------------------- |
| Yeșil 7', 53' Ayhan 24' | Raport | Magri 67' (pen.) Hope 83' |

| Franța    | 1 – 2  | Mexic                    |
| --------- | ------ | ------------------------ |
| Ikoko 17' | Raport | Escamilla 14' Fierro 50' |

### Semifinale
| Uruguay                                        | 3 – 0  | Brazilia |
| ---------------------------------------------- | ------ | -------- |
| Álvarez 20' (pen.) San Martín 72' Méndez 90+5' | Raport |          |

| Germania          | 2 – 3  | Mexic                         |
| ----------------- | ------ | ----------------------------- |
| Yeșil 10' Can 60' | Raport | Gómez 3', 90' Espericueta 76' |

### Finala mică
| Brazilia                              | 3 – 4  | Germania                                |
| ------------------------------------- | ------ | --------------------------------------- |
| Wellington 22' Adryan 29' (pen.), 33' | Raport | Aydın 20', 63' Günter 45+1' Ayçiçek 55' |

### Finala
| Uruguay | 0 – 2  | Mexic                      |
| ------- | ------ | -------------------------- |
|         | Raport | Briseño 31' Casillas 90+2' |

## Premii

### Premii individuale
| Balonul de Aur       | Balonul de Argint    | Balonul de Bronz |
| -------------------- | -------------------- | ---------------- |
| Julio Gómez          | Jonathan Espericueta | Carlos Fierro    |
| Gheata de Aur        | Gheata de Argint     | Gheata de Bronz  |
| Souleymane Coulibaly | Samed Yeșil          | Adryan           |
| 9 goluri             | 6 goluri             | 5 goluri         |
| Mănușa de Aur        |                      |                  |
| Mathías Cubero       |                      |                  |
| FIFA Fair Play Award |                      |                  |
| Japonia              |                      |                  |

## Statistici pe echipe
| Poz.                            | Team             | MJ    | V  | E    | Î  | Pts | APts | GF  | AGF  | GA  | AGA  | GD  | AGD   | CS | ACS | CG | AYC | CR | ARC |
| ------------------------------- | ---------------- | ----- | -- | ---- | -- | --- | ---- | --- | ---- | --- | ---- | --- | ----- | -- | --- | -- | --- | -- | --- |
| 1                               | Mexic            | 7     | 7  | 0    | 0  | 21  | 3.00 | 17  | 2.43 | 7   | 1.00 | +10 | 1.43  |    |     |    |     |    |     |
| 2                               | Uruguay          | 7     | 5  | 0    | 2  | 15  | 2.14 | 11  | 1.57 | 5   | 0.71 | +6  | 0.86  |    |     |    |     |    |     |
| 3                               | Germania         | 7     | 6  | 0    | 1  | 18  | 2.57 | 24  | 3.43 | 9   | 1.29 | +15 | 2.14  |    |     |    |     |    |     |
| 4                               | Brazilia         | 7     | 4  | 1    | 2  | 13  | 1.86 | 15  | 2.14 | 12  | 1.71 | +3  | 0.43  |    |     |    |     |    |     |
| Eliminated in the quarterfinals |                  |       |    |      |    |     |      |     |      |     |      |     |       |    |     |    |     |    |     |
| 5                               | Japonia          | 5     | 3  | 1    | 1  | 10  | 2.00 | 13  | 2.60 | 5   | 1.00 | +8  | 1.60  |    |     |    |     |    |     |
| 6                               | Uzbekistan       | 5     | 3  | 0    | 2  | 9   | 1.80 | 9   | 1.80 | 8   | 1.60 | +1  | 0.20  |    |     |    |     |    |     |
| 7                               | Anglia           | 5     | 2  | 2    | 1  | 8   | 1.60 | 9   | 1.80 | 6   | 1.20 | +3  | 0.60  |    |     |    |     |    |     |
| 8                               | Franța           | 5     | 2  | 2    | 1  | 8   | 1.60 | 9   | 1.80 | 6   | 1.20 | +3  | 0.60  |    |     |    |     |    |     |
| Eliminated in the round of 16   |                  |       |    |      |    |     |      |     |      |     |      |     |       |    |     |    |     |    |     |
| 9                               | Ecuador          | 4     | 2  | 0    | 2  | 6   | 1.50 | 5   | 1.25 | 9   | 2.25 | -4  | -1.00 |    |     |    |     |    |     |
| 10                              | Coasta de Fildeș | 4     | 1  | 1    | 2  | 4   | 1.00 | 10  | 2.50 | 10  | 2.50 | 0   | 0.00  |    |     |    |     |    |     |
| 11                              | Congo            | 4     | 1  | 1    | 2  | 4   | 1.00 | 4   | 1.00 | 5   | 1.25 | -1  | -0.25 |    |     |    |     |    |     |
| 12                              | Statele Unite    | 4     | 1  | 1    | 2  | 4   | 1.00 | 4   | 1.00 | 6   | 1.50 | -2  | -0.50 |    |     |    |     |    |     |
| 13                              | Argentina        | 4     | 1  | 1    | 2  | 4   | 1.00 | 4   | 1.00 | 8   | 2.00 | -4  | -1.00 |    |     |    |     |    |     |
| 14                              | Noua Zeelandă    | 4     | 1  | 1    | 2  | 4   | 1.00 | 4   | 1.00 | 8   | 2.00 | -4  | -1.00 |    |     |    |     |    |     |
| 15                              | Australia        | 4     | 1  | 1    | 2  | 4   | 1.00 | 3   | 0.75 | 7   | 1.75 | -4  | -1.00 |    |     |    |     |    |     |
| 16                              | Panama           | 4     | 1  | 0    | 3  | 3   | 0.75 | 2   | 0.50 | 6   | 1.50 | -4  | -1.00 |    |     |    |     |    |     |
| Eliminated in the group stage   |                  |       |    |      |    |     |      |     |      |     |      |     |       |    |     |    |     |    |     |
| 17                              | Cehia            | 3     | 1  | 0    | 2  | 3   | 1.00 | 2   | 0.67 | 5   | 1.67 | -3  | -1.00 |    |     |    |     |    |     |
| 18                              | Coreea de Nord   | 3     | 0  | 2    | 1  | 2   | 0.67 | 3   | 1.00 | 5   | 1.67 | -2  | -0.67 |    |     |    |     |    |     |
| 19                              | Canada           | 3     | 0  | 2    | 1  | 2   | 0.67 | 2   | 0.67 | 5   | 1.67 | -3  | -1.00 |    |     |    |     |    |     |
| 20                              | Țările de Jos    | 3     | 0  | 1    | 2  | 1   | 0.33 | 3   | 1.00 | 5   | 1.67 | -2  | -0.67 |    |     |    |     |    |     |
| 21                              | Jamaica          | 3     | 0  | 1    | 2  | 1   | 0.33 | 2   | 0.67 | 4   | 1.33 | -2  | -0.67 |    |     |    |     |    |     |
| 22                              | Rwanda           | 3     | 0  | 1    | 2  | 1   | 0.33 | 0   | 0.00 | 3   | 1.00 | -3  | -1.00 |    |     |    |     |    |     |
| 23                              | Danemarca        | 3     | 0  | 1    | 2  | 1   | 0.33 | 3   | 1.00 | 8   | 2.67 | -5  | -1.67 |    |     |    |     |    |     |
| 24                              | Burkina Faso     | 3     | 0  | 0    | 3  | 0   | 0.00 | 0   | 0.00 | 6   | 2.00 | -6  | -2.00 |    |     |    |     |    |     |
| Total                           | Total            | 52(1) | 43 | 9(2) | 43 | 147 | 1.41 | 158 | 1.52 | 158 | 1.52 | 0   | 0.00  |    |     |    |     |    |     |

Updated to games played on 10 iulie 2011. Team(s) rendered in italics represent(s) the host nation(s).
(1) – Total games lost not counted in total games played (total games lost = total games won)
(2) – Total number of games drawn (tied) for all teams = Total number of games drawn (tied) ÷ 2 (both teams involved)
(3) – As per statistical convention in football, matches decided in extra time are counted as wins and losses, while matches decided by penalty shoot-outs are counted as draws.

## Marcatori
9 goluri
- Souleymane Coulibaly

6 goluri
- Samed Yeșil

5 goluri
| - Ademilson | - Adryan | - Yassine Benzia |

4 goluri
| - Okan Aydın | - Carlos Fierro |  |

3 goluri
| - Levent Ayçiçek - Koray Günter - Mitchell Weiser - Fumiya Hayakawa | - Hideki Ishige - Giovani Casillas - Julio Gómez | - Stephen Carmichael - Timur Khakimov - Abbosbek Makhstaliev |

2 goluri
| - Léo - Lukáš Juliš - José Francisco Cevallos - Hallam Hope | - Raheem Sterling - Marvin Ducksch - Jonathan Espericueta - Jorman Aguilar | - Elbio Álvarez - Guillermo Méndez - Alfred Koroma |

1 gol
| - Brian Ferreira - Maximiliano Padilla - Lucas Pugh - Jonathan Silva - Jesse Makarounas - Luke Remington - Dylan Tombides - Lucas Piazón - Wallace - Wellington - Sadi Jalali - Quillan Roberts - Hardy Binguila - Bel-Ange Epako - Justalain Kounkou - Christ Nkounkou - Drissa Diarrassouba - Viktor Fischer - Lee Rochester Sørensen - Kenneth Zohore - Carlos Gruezo - Jordan Jaime | - Kevin Mercado - Nathaniel Chalobah - Max Clayton - Sam Magri - Adam Morgan - Blair Turgott - Sébastien Haller - Jordan Ikoko - Lenny Nangis - Abdallah Yaisien - Kaan Ayhan - Emre Can - Cimo Röcker - Zhelano Barnes - Andre Lewis - Hiroki Akino - Masaya Matsumoto - Takumi Minamino - Shoya Nakajima - Daisuke Takagi - Naomichi Ueda - Antonio Briseño | - Marco Bueno - Kevin Escamilla - Alfonso González - Memphis Depay - Kyle Ebecilio - Danzell Gravenberch - Jordan Vale - Jo Kwang - Ju Jong-Chol - Kang Nam-Gwon - Alejandro Guido - Esteban Rodriguez - Rodrigo Aguirre - Santiago Charamoni - Juan Cruz Mascia - Maximiliano Moreira - Leonardo Pais - Juan San Martín - Gastón Silva - Bobir Davlatov - Davlatbek Yarbekov |

1 autogol
| - Connor Chapman (în meciul cu Uzbekistan) | - Kip Colvey (în meciul cu Japonia) | - Jong Kwang-Sok (în meciul cu Mexic) |